# Współczynnik plonowania
Współczynnik plonowania, HI (ang. harvest index) – wskaźnik stosowany w ocenie produktywności roślin, będący stosunkiem plonu użytkowego do plonu biologicznego. Zależność pomiędzy produktywnością a plennością roślin jest cechą uwarunkowaną genetycznie typową dla poszczególnych uprawianych gatunków i odmian, może być jednak modyfikowana przez warunki środowiska.
U uprawianych roślin współczynnik przyjmuje wartości w zakresie 0,3-0,6. Wartość jest wyższa w przypadku roślin, u których plonem użytkowym są organy wegetatywne (u ziemniaka 0,6-0,9) i niższa, u roślin, których plonem są organy generatywne (u pszenicy 0,45-0,50). Dla ryżu współczynnik przyjmuje wartości 0,35-0,60. Prace nad poprawą HI u tej rośliny związane są z jej kluczowym znaczeniem w zaspakajaniu potrzeb żywnościowych ludzkości w XXI wieku. Dla około 3 miliardów ludzi ryż jest głównym źródłem spożywanych kalorii.
Szacowany przez naukowców wzrost zapotrzebowania na ryż może być zaspokojony między innymi poprzez poprawę proporcji masy ziarna do masy całej rośliny. Dlatego prowadzone są prace nad poprawą HI tej rośliny. Wzrost światowej populacji skłonił naukowców również do prowadzenia badań nad wartościami HI pszenicy w warunkach podwyższonego stężenia CO2. Zabiegi rolnicze mogą zwiększać wartości współczynnika plonowania. Jednak zwykle nawożenie i nawadnianie prowadzi do zwiększenia zarówno plonu użytkowego, jak i plonu biologicznego. Prostszym i bardziej opłacalnym sposobem poprawienie współczynnika plonowania jest stosowanie odpowiednio dobranych odmian, które mogą zapewniać większy plon użytkowy nawet przy mniejszej ogólnej biomasie uprawianych roślin. 
Sposobem na poprawienie współczynnika plonowania może być także stosowanie syntetycznych regulatorów wzrostu i rozwoju roślin zapewniających uzyskanie optymalnego pokroju rośliny. Uzyskanie korzystnych z punktu widzenia zmian jest też możliwe dzięki zastosowaniu roślin modyfikowanych genetycznie. Nadekspresja genu fitochromu pozwoliła uzyskać odmianę tytoniu o odmiennych reakcjach na zacienienie o większej wydajności plonu użytkowego.